# Friedrich Traffelet

L'allée (1948); Öl auf Leinwand

Der Infanterist; Wasserfarben und Bleistift

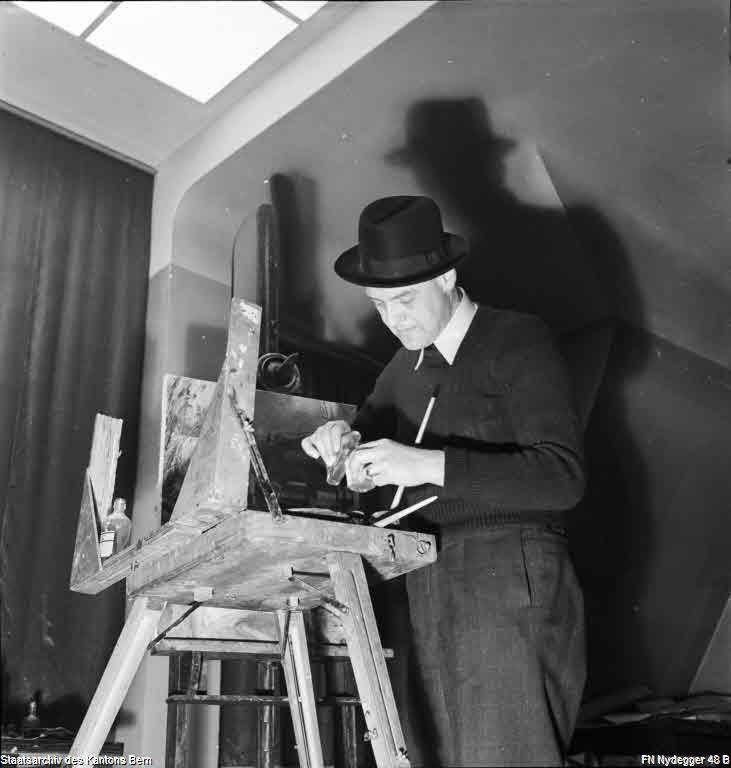
Traffelet 1942 in seinem Atelier

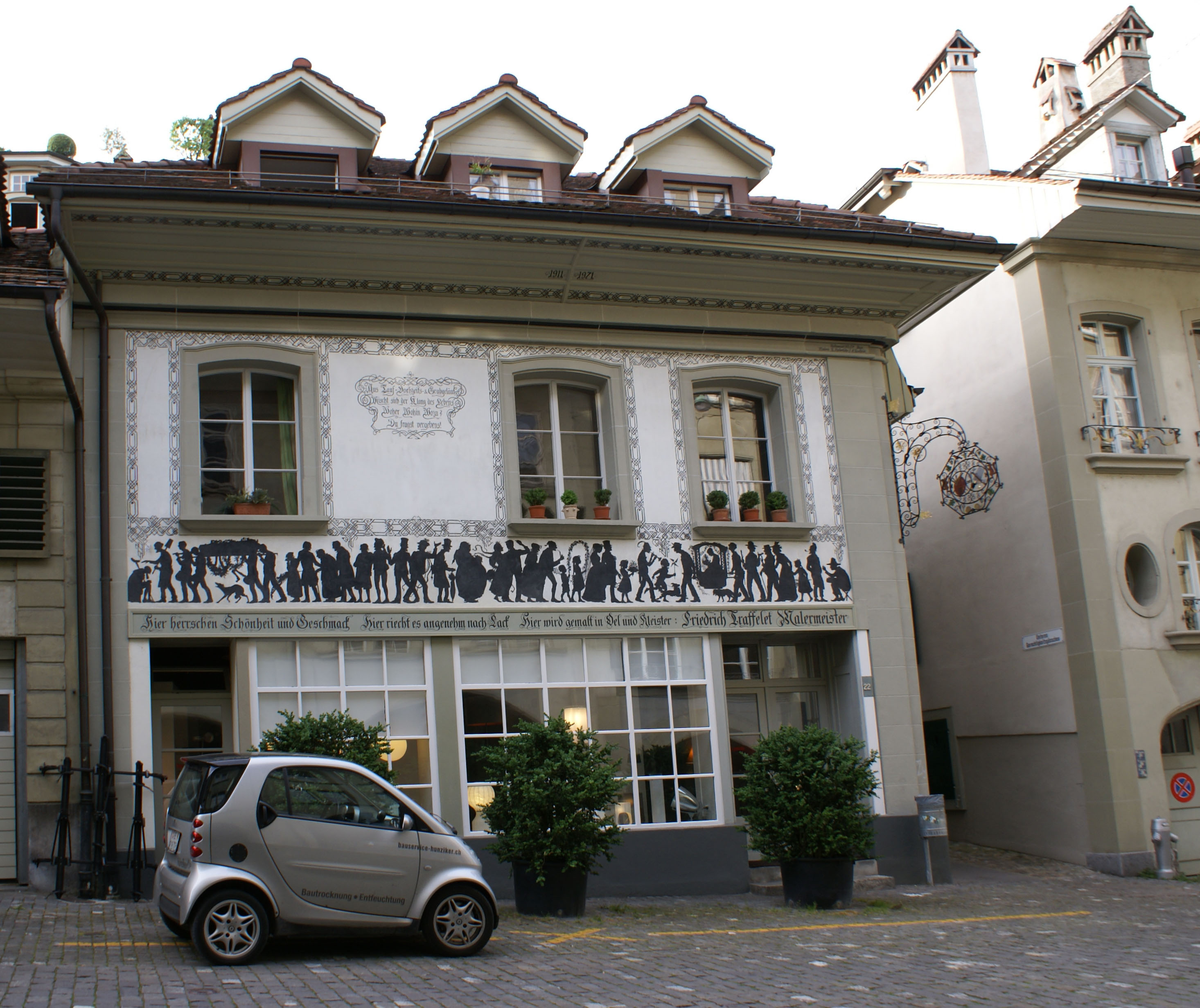
Traffelet-Haus an der Junkerngasse 22 in Bern

Friedrich Eduard Traffelet, auch Fritz (* 27. August 1897 in Bern; † 20. Dezember 1954 ebenda) war ein Schweizer Maler und Illustrator.

## Leben
Friedrich Traffelet studierte sowohl in Zürich, als auch in Paris. Nach dem Studium heiratete er 1921 Alice Rondi.
Während des Zweiten Weltkriegs, diente er von 1939 bis 1945 bei der Schweizer Armee. Während dieser Zeit war er auch Militärmaler und seine Bilder des Soldatenlebens waren in der Schweiz bekannt. Im Stil des 19. Jahrhunderts reflektierten sie die Schweiz im Zweiten Weltkrieg. Traffelets Soldatendarstellungen finden Erwähnung in Friedrich Dürrenmatts Der Richter und sein Henker. 
Später malte Traffelet auch Porträts und Landschaften. In seinen Sittenbildern spiegeln sich seine allgemein eher traditionellen und konservativen Ansichten wider.
Traffelet war stubengenössig in der Zunftgesellschaft zum Affen. Sein Nachlass befindet sich in der Burgerbibliothek Bern.